# Lacrimi la Marea Neagră
Lacrimi la Marea Neagră (Sen Anlat Karadeniz; în traducere literală „Spune-mi tu, Mare Neagră”) este o dramă turcească din 2018. Serialul are 64 de episoade.

## Rezumat
Nefes este personajul principal al serialului. Aceasta a fost vândută la vârsta de 16 ani de catre tatăl său, lui Vedat. De când a fost vândută, Nefes a trăit chinuri cumplite, fiind bătută de nenumărate ori si violată. Din acel viol a apărut fiul său, Yiğit, acesta fiind singura sa consolare. Dupa 8 ani de chin, îi apare in cale Tahir, fratele partenerului de afaceri a lui Vedat. Aceasta se ascunde în portbagajul mașinii lui Tahir, fără ca Tahir să știe, si reușește să fugă împreună cu copilul său. O dată ajunși la Trabzon, Tahir îi ajută să se ascundă de Vedat, care este pe urmele lor, fuga lor fiind o adevărată aventură.